# Oveja lojeña
La oveja lojeña es una raza ovina española que recibe su nombre del municipio de Loja, en la provincia de Granada (comunidad de Andalucía), aunque se distribuye tanto por la comarca de Loja como por la comarca de Alhama, siendo la Sierra de Loja su principal albergue.
Esta raza actualmente posee libro genealógico y desde el año 2007 cuenta con asociación de ganaderos, es una raza en peligro de extinción y por todo ello se inició su recuperación con un programa dirigido por la Universidad de Córdoba. La Raza Ovina Lojeña fue incluida en el año 2007 en el Catálogo Oficial de Ganado de España y se cría en régimen Extensivo y Ecológico.
La vida de este animal transcurre al aire libre en continuo diálogo con la Sierra. No se sabría a ciencia cierta quién es más generoso si la Oveja con la Sierra o la Sierra con la Oveja. La Sierra le aporta albergue,  alimento y  agua a la Oveja y la Oveja le aporta vida, sostenibilidad, futuro, protección, conservación y sobre todo constituye el eslabón más importante del ciclo de la vida para la Sierra de Loja. Todo esto es sabido por técnicos y personalidades, y es por ello por lo que en muchas comarcas españolas, se está apostando por apoyar al ganado extensivo ovino, eliminando trabas que en otros tiempos han obstaculizado el desarrollo sostenible de la ganadería.
No es casualidad que se tenga en Loja una oveja inscrita como Raza Autóctona, son sus peculiaridades físicas las que la han llevado de la mano a obtener esta distinción: oveja de tamaño pequeño-medio, posee rabo, etc.  Se trata de una carne exquisitas, debido a las circunstancias medio ambientales en las que sobrevive.